# Варсатура (Браила)
Варсатура (рум. Vărsătura) насеље је у Румунији у округу Браила у општини Кискани. Oпштина се налази на надморској висини од 5 m.

## Становништво
Према подацима из 2002. године у насељу је живело 300 становника, од којих су сви румунске националности.